# Trận Tours
Trận Tours (ngày 10 tháng 10 năm 732), còn được gọi là trận Poitiers (phát âm tiếng Việt: Poachiê), tiếng tiếng Ả Rập: معركة بلاط الشهداء - ma‘arakat Balâṭ ash-Shuhadâ) là một trận chiến diễn ra ở một địa điểm giữa các thành phố Poitiers và Tours, nằm ở phía bắc trung tâm nước Pháp, gần ngôi làng Moussais-la-Bataille, khoảng 20 km (12 dặm) về phía đông bắc của Poitiers. Vị trí của trận chiến ở gần biên giới giữa vương quốc Frank và công quốc Aquitaine. Trận chiến là cuộc đọ sức giữa lực lượng liên quân của người Frank và Burgundy dưới sự chỉ huy của tể tướng Charles Martel chống lại một đội quân Hồi giáo của vương triều Umayyad (phát âm: Ô May át) dưới sự chỉ huy của Abdul Rahman Al Ghafiqi, viên Tướng toàn quyền vùng Al-Andalus. Người Frank đã chiến thắng, 'Abdul Rahman Al Ghafiqi đã bị giết, và sau đó Charles mở rộng quyền lực của mình ở phía nam. Các nhà viết sử thế kỷ IX đã giải thích kết quả của cuộc chiến như là một phán xử của Thiên Chúa mang lại ân huệ cho người Công giáo. Những thông tin chi tiết của trận đánh, bao gồm cả vị trí của nó và số lượng cụ thể của binh lính đôi bên, không thể được xác định một cách chính xác từ các ghi chép còn sót lại. Một điều rất đáng chú ý là quân Frank thắng trận mà không hề có lực lượng kỵ binh hỗ trợ.
Người châu Âu hết sức ca ngợi trận đánh này và xem nó là sự kiện bước ngoặt trong việc ngăn cản các thế lực Hồi giáo xâm nhập vào châu Âu. Hầu hết các sử gia cũng đều công nhận rằng trận đánh này đã góp phần vào việc hình thành Đế chế Frank và sự thống trị của người Frank tại châu Âu trong thế kỷ tiếp theo.

## Bối cảnh trận đánh

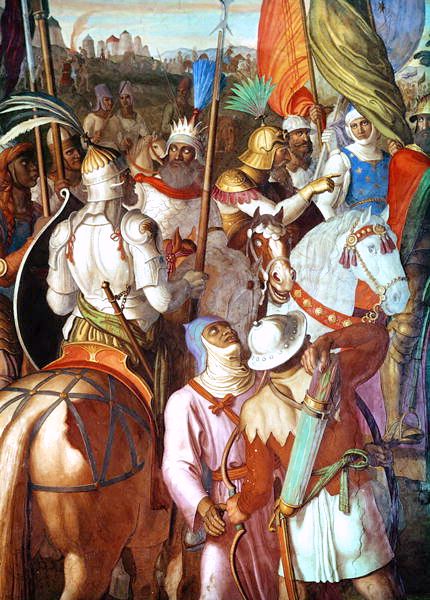
Quân Hồi giáo đang tập hợp

Trận Tours xảy ra 23 năm sau khi vương triiều Umayyad bắt đầu các cuộc chinh phục ở châu Âu mà đầu tiên là cuộc xâm lược vào Vương quốc Visigoth theo Công giáo trên Bán đảo Tây Bồ (Iberia) trong năm 711. Sau đó là các cuộc viễn chinh quân sự vào vùng lãnh thổ của người Frank ở xứ Gaul, các tỉnh cũ của Đế quốc La Mã. Các chiến dịch quân sự đã làm cho Vương triều Umayyad chiếm được các thành phố phía bắc của các công quốc Aquitaine và Burgundy, bao gồm một trận tấn công lớn vào thành phố Bordeaux và một trận nữa vào Autun. Chiến thắng của Charles được nhiều người cho là đã chặn đứng bước tiến về phía bắc của lực lượng Umayyad từ Bán đảo Tây Bồ và bảo vệ cho những người Cơ Đốc giáo ở châu Âu trong một thời gian, trong hoàn cảnh mà những người Hồi giáo đã thống trị ở các phần còn lại của các đế chế La Mã và Ba Tư trước đây. Một số sử gia khác cho rằng trận đánh này chỉ đánh dấu thất bại của một đội quân xâm lấn mà thôi.
Hầu hết các sử gia cho rằng hai đội quân đã gặp nhau ở giữa các con sông Clain và sông Viên (Vienne) ở giữa vùng Tours và Poitiers. Số lượng binh lính trong từng đội quân không biết đến một cách chính xác. Mozarabic Chronicle of 754 (một tài liệu tiếng Latinh tên mô tả trận đánh cụ thể hơn bất kỳ nguồn tài liệu Latinh hoặc Ả Rập nào khác) nói rằng "người Austrasia (lực lượng Frank) có số lượng binh lính đông hơn và được vũ trang tốt hơn do vậy đã giết được Abdul Rahman Al Ghafiqi". Thông tin này được sự đồng tình của nhiều sử gia Ả Rập và Hồi giáo.
Tuy nhiên, hầu hết tất cả các nguồn tin phương Tây đã không chấp nhận con số này, họ ước tính người Frank có khoảng 30.000, ít hơn một nửa lực lượng Hồi giáo. Các nhà sử gia hiện đại ước tính về lực lượng có thể huy động tại chỗ và số lượng mà Charles Martel có thể mang tới từ vương quốc của mình cùng với lực lượng được tăng cường trong quá trình chiến dịch không thể vượt quá 30.000, còn lực lượng Hồi giáo nếu tính tổng số, kể cả các lực lượng đi cướp phá ở nơi khác đã kịp gia nhập vào lực lượng chính trước trận Tours có thể lên đến 80.000 người hoặc nhiều hơn. Còn về số thương vong của đôi bên, đã có rất nhiều số liệu trái ngược nhau nhưng các nhà nghiên cứu hiện đại đưa ra một con số ước đoán tương đối hợp lý, khoảng 1.500 người chết ở bên phía người Frank và 12.000 ở phía người Hồi giáo.

## Quân Hồi giáo tiến binh

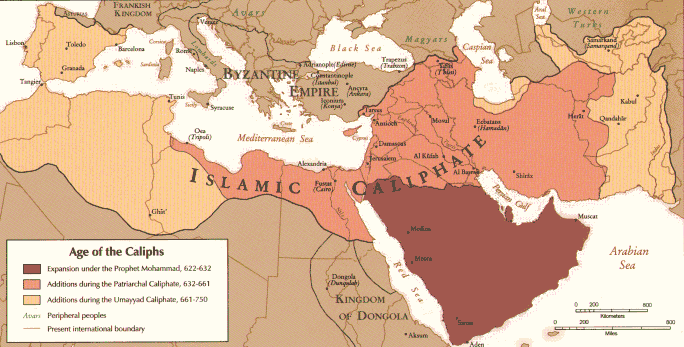
Bản đồ xâm lăng của quân Hồi

Quân đội Umayyad, dưới sự chỉ huy của Al-Malik ibn Samh al-Khawlani, Tiểu vương(emir) al-Andalus (nay là xứ Aldalucia của Tây Ban Nha), tràn qua Septimania vào năm 719 sau khi quét sạch đối thủ của mình trên Bán đảo Tây Bồ. Al-Samh lập kinh đô của mình vào năm 720 tại thành phố Narbonne, mà người Moor gọi là Arbūna. Sau khi chiếm được Narbonne, Umayyad nhanh chóng chinh phục các thành phố lớn như Alet, Béziers, Agde, Lodève, Maguelonne và Nîmes của người Visigoth (Tây Gốt) mà không gặp một sự kháng cự đáng kể nào.
Các chiến dịch của quân Umayyad nhằm vào Aquitaine tạm thời bị ngăn lại tại trận Toulouse (721), khi Công tước Odo của Aquitaine (còn gọi là Eudes vĩ đại) đã phá vỡ cuộc bao vây thành Toulouse, bất ngờ tấn công vào Lực lượng của Al-Malik ibn Samh, qua đó giết và gây thương vong lớn cho quân Hồi giáo trong đó có cả chính Tổng đốc Al-Malik ibn Samh. Thất bại này đã không chặn được các cuộc xâm lược của lực lượng Hồi giáo người Moor vào xứ Gaul cũ của La Mã. Họ tiếp tục chiếm đóng và đặt tổng hành dinh ở thành phố Narbonne để được thuận tiện cho việc cung cấp bằng đường biển và tấn công về phía đông trong những năm 720, xâm nhập vào thành phố Autun thuộc công quốc Burgundy trong năm 725.
Bị đe dọa bởi cả thế lực Umayyad ở phía nam và người Frank ở phía bắc, trong năm 730, Odo liên minh với đô đốc Hồi giáo người Berber là Uthman ibn Naissa (được người Frank gọi là "Munuza", vị phó vương của vùng mà sau này là Catalonia). Khi đó, để đánh dấu sự liên minh, Uthman đã cưới Lampade, con gái của Odo. Qua đó các cuộc tấn công của người Moor trên toàn rặng núi Pyrenees, biên giới phía nam của Odo, đã chấm dứt. Tuy nhiên, năm tiếp theo, Uthman nổi dậy chống lại tiểu vương al-Andalus là ‘Abd-al-Raḥmân, người đã nhanh chóng nghiền nát cuộc nổi dậy và hướng sự chú ý của mình vào Odo. ‘Abd-al-Raḥmân đã đưa một lực lượng rất lớn của các kỵ binh nặng Ả Rập và kỵ binh nhẹ Berber, cộng với bộ binh từ tất cả các tỉnh của Caliphate, trong một nỗ lực của triều Umayyad để chinh phục phần châu Âu nằm phía bắc rặng núi Pyrenees. Công tước Odo (được gọi là Vua bởi một số người), thu thập quân đội của mình tại Bordeaux, nhưng đã bị đánh bại, và Bordeaux bị cướp bóc. Việc tàn sát các Kitô hữu tại trận sông Garonne rõ ràng là khủng khiếp. Lực lượng kỵ binh của Umayyad sau đó tàn phá thảm khốc vùng này của xứ Gaul. Các sử gia của họ miêu tả lại rằng "binh lính đã vượt qua các ngọn núi, dẫm lên trên mặt đất gồ ghề và bằng phẳng, cướp bóc vào đất nước của người Frank và phá hủy tất cả bằng những thanh kiếm, đến nỗi khi Eudo đến giao chiến với họ ở sông Garonne, ông ta đã phải bỏ chạy".
Odo kêu gọi người Frank chi viện, điều mà Charles Martel chỉ chấp nhận sau khi Odo đã đồng ý thần phục người Frank. Bên phía Umayyad dường như không biết đến sức mạnh thực sự của người Frank. Quân Umayyad không đặc biệt quan tâm tới một bộ tộc German nào cả, và theo sử của họ ghi lại thì sự nhận thức rằng người Frank là một thế lực quân sự đang nổi lên chỉ đến sau trận Tours. Trong cuộc tiền quân, quân Hồi giáo cũng không tiến hành trinh sát lên phía bắc để tìm hiểu về kẻ thù tiềm tàng của mình, vì nếu họ có làm, thì chắc chắn sẽ phải lưu ý tới Charles Martel, vì ông đã nổi lên tại châu Âu từ năm 717. Nếu điều này xảy ra, nó đã có thể cảnh báo cho Umayyad biết rằng một quyền lực thực sự được dẫn đầu bởi một vị tướng tài năng đang vùng lên trong đống tro tàn của Đế quốc Tây La Mã.

## Hồi quân tiến tới Loire
Năm 732, lực lượng tiên phong của quân Umayyad đã tiến tới phía bắc sông Loire, bỏ lại sau lưng đội ngũ tiếp tế và lực lượng chính. Do có thể dễ dàng tiêu diệt hết tất cả những sự kháng cự trong khu vực này của xứ Gaul, quân xâm lược đã tách ra thành nhiều nhóm nhỏ hơn để tiến hành tấn công cướp phá các làng mạc người Frank ở bên bờ sông, trong khi lực lượng chính của họ tiến quân với tốc độ chậm hơn.
Các đợt tấn công của quân Umayyad có lẽ đã xảy ra vào thời điểm cuối năm, vì với một lực lượng nhiều người và ngựa, họ cần phải dựa vào các vùng đất trên đường tiến quân để có đủ lương thực. Họ phải chờ tới mùa thu hoạch các cánh đồng lúa mạch và đợi cho đến khi có đủ ngũ cốc đã được gặt đập và được tích trữ. Cáng đi xa về phía bắc, vụ mùa càng được thu hoạch muộn hơn. Trong khi những binh lính xâm lược có thể giết gia súc để làm thức ăn thì ngựa của họ không thể ăn thịt, mà cần được cung cấp cỏ và ngũ cốc. Cho chúng gặm cỏ mỗi ngày thì quá lâu và việc thẩm vấn người bản địa để tìm nơi cất giữ lương thực là không thực sự hiệu quả vì cả hai bên không cùng ngôn ngữ.
Việc quân đội của Odo (quận công vùng Aquitaine) bị đánh bại dễ dàng tại Bordeaux và tại trận sông Garonne trong khi đã giành được chiến thắng 11 năm trước tại trận Toulouse là dễ hiểu. Tại Toulouse, Odo mở một cuộc tấn công cơ bản bất ngờ chống lại một kẻ thù quá tự tin và không chuẩn bị tốt cho trận chiến, tất cả các công trình phòng thủ của quân Hồi giáo đều nhắm vào các cuộc tấn công từ bên trong ra (từ thành phố Toulouse), trong khi ông ta lại triển khai tấn công từ bên ngoài vào. Lực lượng chủ yếu của quân Umayyad là bộ binh, và kỵ binh của họ đã không có cơ hội huy động để đối mặt với ông ta trong một trận đánh mở. Như Herman của Carinthia viết trong một bản dịch của ông về một lịch sử của al-Andalus, Odo đã bao vây rất thành công khi những kẻ tấn công đã hoàn toàn chiếm thế bất ngờ - và kết quả là một trận tàn sát trong sự hỗn loạn của các lực lượng Hồi giáo.
Tại Bordeaux, và một lần nữa tại trận sông Garonne, lực lượng của quân Umayyad là kỵ binh chứ không phải là bộ binh. Họ đã không bị tấn công bất ngờ, và có cơ hội để đánh một trận với số lượng lớn dẫn đến sự hủy diệt của quân đội của Odo. Hầu như tất cả đều bị giết với thiệt hại tối thiểu cho người Hồi giáo. Lực lượng của Odo giống như những quân đội khác ở châu Âu thời đó, thiếu dây đai ngựa do đó không có kỵ binh nặng. Hầu như tất cả các binh sĩ của họ là bộ binh. Kỵ binh hạng nặng Umayyad đã phá vỡ hàng ngũ của những bộ binh Cơ đốc giáo trong cuộc tấn công đầu tiên và sau đó tàn sát những người còn lại khi họ phân tán và bỏ chạy.
Lực lượng xâm lược tiếp tục tàn phá miền nam Gaul. Một động cơ có thể, như phần tiếp theo của tài liệu Fredegar có đề cập tới, là tu viện Martin thành Tours, khu lăng tẩm nổi tiếng nhất và thiêng liêng nhất ở Tây Âu vào thời điểm đó. Khi nghe tin này, Tể tướng Charles Martel của xứ Austrasia đã tập hợp quân đội của mình để tiến về phía nam, tránh xa những con đường cổ của xứ La Mã và hy vọng làm cho người Hồi giáo bị bất ngờ. Vì ông có ý định sử dụng đội hình phương trận (phalanx), nên ông cảm thấy rất cần thiết phải lựa chọn chiến trường. Kế hoạch của ông, tìm một vùng cao tương đối bằng phẳng, cây cối rậm rạp, bố trí quân của mình ở đó và buộc lực lượng Hồi giáo phải đến và đối mặt với ông, phụ thuộc vào yếu tố bất ngờ.

## Diễn biến

### Dàn trận và chờ đợi
Diễn biến trận đánh hết sức quyết liệt và phức tạp. Theo như tất cả các văn bản ghi chép lại thì quân Hồi giáo đã hoàn toàn không phát hiện được một lực lượng lớn đã bố trí sẵn sàng để giáp mặt vợi họ tại Tours. Charles đã có được yếu tố bất ngờ mà ông mong muốn. Ông quyết định bắt đầu một trận chiến với một chiến thuật phòng thủ kiểu phalanx. Người Frank đã sắp xếp một đội hình hình vuông lớn, với địa hình gồm cây cối và dốc ngược lên để phá vỡ bất cứ đợt xung kích nào của kỵ binh
Trong vòng khoảng bảy ngày, hai quân đội đối mặt nhau và chỉ tung ra những trận đụng độ nhỏ. Quân Umayyads chờ đợi cho đến khi họ có toàn bộ lực lượng, điều mà họ đã có được (khi các toán quân trong các vùng phụ cận kéo tới), nhưng họ vẫn rất lo lắng. ‘Abd-al-Raḥmân, mặc dù là một chỉ huy giỏi, đã để cho Charles tập hợp đủ lực lượng và chọn được vị trí tốt cho trận đánh. Hơn nữa, rất khó khăn cho quân Umayyad để dò xét quy mô quân đội của đối phương, vì Charles đã sử dụng các lùm cây và cánh rừng để làm cho lực lượng của ông có vẻ như nhiều hơn thực tế. Vì vậy mà ‘Abd-al-Raḥmân phải tập hợp tất cả các cánh quân của mình để gom đủ một lực lượng lớn hơn, nhưng việc này cũng giúp Charles có thời gian để thu thập được nhiều hơn nữa các lính bộ binh kỳ cựu của mình, đến từ các tiền đồn của Vương quốc, và đó là tất cả hy vọng cho chiến thắng mà ông có. Ngoài ra thì ông cũng được tăng cường bởi những người dân có vũ trang đến từ nhiều nơi (họ bất mãn với quân Hồi giáo vì đã cướp bóc họ), nhưng những người dân này thì có vẻ như không giá trị lắm cho chiến đấu, ngoại trừ việc đi thu thập thực phẩm và quấy rối người Hồi giáo. Không giống như những người lính bộ binh của ông, vốn có cả kinh nghiệm chiến đấu và có kỷ luật nhà binh cao, những người dân vũ trang thì lại chẳng có gì cả và Charles tất nhiên cũng không có ý định đặt niềm tin rằng họ sẽ đứng vững để chống lại các đợt tấn công bằng kỵ binh. Hầu hết các nhà sử học trong nhiều thế kỷ qua đều cho rằng người Frank bị thua thiệt về số lượng lúc bắt đầu trận chiến với tỷ lệ ít nhất là 1 chọi 2.
Charles đã đánh cược rằng cuối cùng ‘Abd-al-Raḥmân sẽ cảm thấy bắt buộc phải chiến đấu và tiến lên để chiếm Tours. Không ai trong họ muốn tấn công trước, nhưng rồi ‘Abd-al-Raḥmân cuối cùng cảm thấy rằng ông buộc phải đánh Tours, điều đó có nghĩa là phải đi qua quân đội của người Frank ở trên ngọn đồi ở phía trước của ông ta. Quyết định chờ đợi của Charles cuối cùng đã được chứng minh là rất quan trọng, vì nó buộc quân Umayyads phải vội vàng tiến ngược lên phía trên ngọn đồi và bị ngăn trở bởi các lùm cỏ dại và các rừng cây, làm mất đi một phần lớn những lợi thế tự nhiên của một đợt tấn công kỵ binh.
Charles đã chuẩn bị cho cuộc đối đầu này từ trận Toulouse cả một thập kỷ trước. Ông cũng biết rằng nếu ông không thành công thì không còn một lực lượng nào có thể bảo vệ phương Tây Thiên chúa giáo. Nhưng Gibbon, cũng như các sử gia thời cận đại và hiện đại, cho rằng Charles đã làm những gì tốt nhất khi ở trong một tình huống xấu. Mặc dù ít quân hơn và phụ thuộc vào bộ binh, lại không có kỵ binh nặng, Charles lại có một lực lượng là những lính bộ binh hạng nặng thiện chiến, những người hoàn toàn đặt lòng tin vào ông. Hơn nữa, như sử gia Davis đã chỉ ra rằng những người lính bộ binh này được vũ trang rất đầy đủ, mỗi người mang đến có lẽ là 75 pound Anh (khoảng 30 kg) áo giáp sắt và khiên gỗ cho trận chiến.
Trong đội hình phalanx, họ có thể chiến đấu tốt hơn để chống lại những đợt tấn công bằng kỵ binh so với cách nghĩ thông thường, đặc biệt là Charles đã có thể đảm bảo cho họ vị trí ở các vùng đất cao và cây cối để hỗ trợ hơn nữa cho họ trong việc chặn đứng những đợt tấn công kiểu như vậy. Charles cũng có những yếu tố bất ngờ khác ngoài việc chọn vị trí cho trận đánh. Đó là yếu tố bất ngờ để làm cho đối thủ của ông là hoàn toàn không biết gì về lực lượng của ông. Martel đã huấn luyện binh sĩ của mình trong một thập kỷ cho trận chiến này và cũng đã nhận biết được điểm mạnh và điểm yếu của đối thủ. May mắn cho Martel, các lực lượng của Hồi giáo không biết gì nhiều về người Frank.
Người Frank được cung cấp đủ quần áo để chống lại cái lạnh và có ưu thế địa hình. Người Ả Rập không chuẩn bị cho cái lạnh dữ dội của một mùa đông đang tới từ phía bắc châu Âu, mặc dù họ có lều trại mà người Frank không có, nhưng họ cũng không muốn tấn công vào một đội quân người Frank mà họ tin rằng có thể có một số lượng rất lớn. Về cơ bản, quân Umayyads muốn người Frank tiến xuống và tạo ra một thế trận mở, trong khi người Frank lại hình thành một đội hình phòng thủ chặt chẽ và muốn người Hồi giáo đánh ngược lên. Đây là một ván bài chờ đợi mà Charles đã thắng cuộc: cuộc chiến bắt đầu vào ngày thứ bảy, khi mà ‘Abd-al-Raḥmân không còn muốn trì hoãn cuộc chiến một cách vô thời hạn khi mùa đông đang tới gần.

### Xung trận

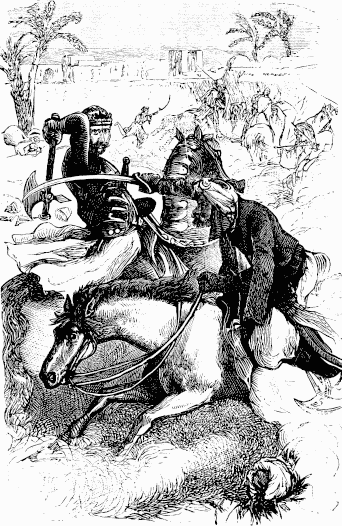
Một chiến binh Hồi giáo đang giao chiến với Kỵ sĩ Phương Tây

‘Abd-al-Raḥmân tin vào các ưu thế chiến thuật của lực lượng kỵ binh của mình và tung họ ra tấn công rất nhiều lần. Lần này, niềm tin mà quân Umayyads đã đặt vào kỵ binh của họ, lực lượng được trang bị những ngọn trường thương và kiếm sắc đã từng mang lại cho họ nhiều chiến thắng trong quá khứ, đã không được đền đáp.
Trong một trận chiến làm ví dụ cho việc bộ binh thời Trung cổ chống lại những đợt tấn công của kỵ binh, các binh sĩ Frank rất có kỷ luật đã chịu đựng được các cuộc tấn công, mặc dù theo các tài liệu từ phía Ả Rập, những kỵ binh của họ đã nhiều lần đánh vào được bên trong đội hình vuông của người Frank. "Các kỵ binh Hồi giáo đã di chuyển và tấn công dữ dội vào các tiểu đoàn của người Frank, những người đã chiến đấu chống lại họ một cách dũng cảm và nhiều người của cả đôi bên đã ngã gục rồi chết".
Mặc dù vậy, người Frank đã không bị vỡ trận như ý đồ của quân Hồi giáo đã đề ra. Có vẻ là nhiều năm đào tạo mà Charles đã tiến hành bằng quỹ tiền bạc của Giáo hội đã tỏ ra xứng đáng. Những binh sĩ được đào tạo tốt của ông đã làm được những gì mà không người nào tại thời điểm đó lại nghĩ rằng họ có thể làm được: bộ binh của họ chịu đựng những đợt tấn công của kỵ binh nặng của quân Umayyad. Paul K. Davis nói rằng nòng cốt quân đội của Charles là một lực lượng bộ binh chuyên nghiệp có cả tính kỷ luật cao và động lực cao, đã từng tham gia nhiều chiến dịch với ông trên toàn cõi châu Âu, được chống đỡ thêm bởi lực lượng dân binh vũ trang mà Charles thường sử dụng vào việc đột kích và quấy rối kẻ thù của mình đồng thời đi thu thập lương thực. Các nhà sử gia người Moors - Ả Rập trong năm 754 có chép:
"Và trong sự dữ dội của cuộc chiến, những người lính phương bắc có vẻ giống như một biển cả không thể lay chuyển, họ đứng một cách vững chãi, người này đứng sát vào người kia, tạo thành một bức tường thành bằng đá. Và vung những thanh kiếm lớn của họ rồi chém xuống người Ả Rập. Lập nên một đội hình trước người của họ, người của xứ Austrasia đã làm tất cả. Những cánh tay không biết mệt mỏi của họ đã điều khiển những thanh kiếm đâm vào ngực của kẻ thù"

### Cao điểm
Quân của người Umayyad đã đột nhập vào khối hình vuông để cố gắng giết chết Charles, nhưng các binh sĩ đã vây kín xung quanh ông và không thể bị phá vỡ. Khi trận chiến vẫn đang tiếp diễn, theo các nhà viết sử người Frank, có tin đồn rằng một nhóm quân trinh sát người Frank đã đánh tới tận doanh trại của quân Umayyad và đe dọa tới các chiến lợi phẩm của họ. Một số các binh sĩ Umayyad cùng nhau rút khỏi trận chiến và trở về trại để bảo vệ các chiến lợi phẩm của mình. Theo ghi chép của người Hồi giáo về trận đánh, trong khi cuộc chiến đang diễn ra vào ngày thứ hai (theo ghi chép của người Frank thì trận chiến chỉ kéo dài có một ngày), lực lượng trinh sát của người Frank được Charles tung ra bắt đầu tấn công các nguồn dự trữ của quân Hồi giáo (bao gồm cả nô lệ và những đồ cướp bóc khác).
Charles được cho là đã đưa các lính trinh sát tới gây ra sự hỗn loạn trong trại quân Umayyad và thả tự do cho rất nhiều nô lệ, hy vọng sẽ làm phân tán lực lượng của kẻ thù. Tính toán này đã thành công, khi có rất nhiều kỵ binh của quân Umayyad quay trở về trại của họ. Phần còn lại của quân đội Hồi giáo dường như cho rằng đây là một cuộc tháo chạy, và sau đó nó thật sự trở thành như vậy.
Các ghi chép của cả lịch sử phương Tây và Hồi giáo đều đồng ý rằng trong khi cố gắng để ngăn chặn sự vỡ trận, ‘Abd-al-Raḥmân đã bị bao vây rồi tử trận, và sau đó quân Umayyad rút lui hoàn toàn về trại của họ. "Tất cả các chiến binh đã chạy trốn trước kẻ thù" một nguồn tài liệu của người Ả Rập đã viết một cách thẳng thắn "và nhiều người đã chết trong khi bỏ chạy". Người Frank lại tiếp tục tập hợp thành đội hình phalanx của họ và nghỉ ngơi tại chỗ qua buổi đêm, tin rằng cuộc chiến sẽ tiếp tục vào lúc bình minh sáng hôm sau.

### Ngày kế tiếp
Ngày hôm sau, khi các lực lượng quân Umayyad không tiếp tục tham gia cuộc chiến, người Frank lo sợ rằng có một cuộc phục kích. Charles cho rằng các lực lượng Umayyad cố dụ quân của ông xuống đồi và lọt vào trong một thế trận mở. Với chiến thuật mà ông đã đề ra, ông biết rằng mình sẽ phải ngăn cản điếu đó bằng mọi giá. Trong thực tế thì ông đã rèn luyện kỷ luật cho quân đội của mình trong nhiều năm rằng trong mọi trường hợp không được hợp phá vỡ đội hình và tham gia vào một trận chiến mở. Chỉ sau khi trinh sát kỹ lưỡng các doanh trại của Umayyad - các ghi chép lịch sử của cả hai phía đều nói rằng quân Umayyad đã quay trở lại Iberia một cách vội vã đến mức phải vất bỏ lại các lều trại và chỉ mang theo những đồ cướp được mà họ có thể mang - quân Frank mới xác nhận rằng những người Hồi giáo đã rút lui trong đêm.

### Các ghi chép
Biên niên sử Hồi giáo năm 754 mô tả trận đánh cụ thể lớn hơn bất kỳ một nguồn tài liệu Latinh hoặc một nguồn Ả Rập nào khác. Tài liệu này nói về trận đánh đó như sau:
Trong khi Abd ar-Rahman truy đuổi Odo, ông quyết định phá hủy và cướp bóc các cung điện của Tours và đốt cháy nhà thờ của nó. Tại đây ông phải đối mặt với vị Tể tướng của Austrasia tên là Charles, một người đàn ông đã chứng tỏ được rằng mình là một chiến binh trước những người của mình, đã được cầu viện bởi Odo. Sau khi mỗi bên đã đối mặt nhau và tung ra các cuộc tấn công thăm dò trong gần bảy ngày, họ cuối cùng cũng chuẩn bị đội hình chiến đấu và đã đánh nhau quyết liệt. Người miền Bắc vẫn bất động như một bức tường, xích lại với nhau giống như một dòng sông băng ở các vùng tuyết lạnh. Trong nháy mắt, họ tiêu diệt những người Ả Rập bằng những thanh kiếm của họ. Người dân Austrasia với số lượng đông hơn và được vũ trang một cách khủng khiếp đã giết chết nhà vua - Abd ar-Rahman, khi họ tìm thấy ông và đâm vào ngực của ông. Nhưng đột nhiên, khi nhìn thấy vô số lều của người Ả Rập, người Frank tra thanh kiếm của họ vào vỏ và trì hoãn trận đánh cho đến ngày tiếp theo để màn đêm qua đi. Tiến lên từ doanh trại của mình vào lúc bình minh, những người châu Âu nhìn thấy những chiếc lều và tán của người Ả Rập tất cả vẫn được sắp xếp giống như khi chúng xuất hiện vào ngày hôm trước. Không biết rằng doanh trại đã trống rỗng và nghĩ rằng ở bên trong đó lực lượng Saracen đã sẵn sàng cho trận chiến, họ đã gửi trinh sát đi thăm dò và phát hiện ra rằng toàn bộ quân Ishmaelite đã bỏ đi. Họ (người Hồi giáo) đã thực sự bỏ chạy một cách lặng lẽ vào ban đêm trong một đội hình chặt chẽ và quay trở lại đất nước của họ— Wolf (trans), Chronicle of 754, p. 145
Một cuốn sách khác được viết trong thời của Charles Martel "Continuations of Chronicle of Fredegar" có một bản tóm tắt cường điệu trận đánh:

Tể tướng Charles đã mạnh dạn ra lệnh cho đội hình chiến đấu của ông tiến lên chống lại họ [những người Ả Rập] và các chiến binh xông vào tấn công họ. Với sự trợ giúp của Chúa Kitô, ông đã đạp đổ các lều trại của họ và tăng tốc trận chiến để nghiền nát họ thành những nhóm nhỏ và tàn sát họ. Vua Abdirama đã bị giết chết, ông phá hủy [họ] đuổi quân đội ra xa, ông đã chiến đấu và chiến thắng. Như vậy là ông đã chiến thắng trước kẻ thù của mình.— Fouracre, Continuations of Fredegar, p. 149

### Phân tích chiến lược
‘Abd-al-Raḥmân là một tướng giỏi nhưng ông đã không làm hai việc mà ông ta nên làm. Gibbon đưa ra luận điểm rằng ông đã không tiến lên ngay lập tức để tấn công Charles Martel, bởi vì có lẽ ông ta đã rất ngạc nhiên khi thấy Charles xuất hiện tại Tours, Charles đã hành quân bằng những con đường nhỏ qua các ngọn núi và tránh những con đường lớn để gây bất ngờ cho quân Hồi giáo xâm lược. và như vậy, Charles đã khôn ngoan chọn trước thời gian và địa điểm mà họ sẽ giao chiến:
- ‘Abd-al-Raḥmân, hoặc cho rằng người Frank sẽ không đến giúp các đối thủ ở Aquitaine của họ, hoặc không quan tâm, và như vậy ông ta đã không thể đánh giá sức mạnh của họ trước khi cuộc chiến nổ ra.
- Ông ta không thể trinh sát và quấy rối quân đội của người Frank và Charles Martel.

Nếu thực hiện được một trong hai điều này (tức là có cảnh giác trước), ông ta sẽ có một quyết định hợp lý là buộc lực lượng kỵ binh hạng nhẹ của mình ngưng việc tàn phá và cướp bóc những vùng đất thấp của xứ Gaul, để tập trung toàn quân tấn công người Frank. Chiến lược này đã có thể vô hiệu hóa tất cả các lợi thế của Charles ở Tours, bởi vì:
- Những kẻ xâm lược sẽ không phải mang gánh nặng về chiến lợi phẩm (do bớt đi cướp phá), đây là điểm đóng một vai trò rất lớn trong trận đánh.
- Họ sẽ không bị mất một chiến binh nào trong các trận chiến mà họ chiến đấu trước trận Tours (mặc dù số thương vong là không nhiều, những tổn thất này đáng ra phải xảy ra ở Tours).
- Họ nên bỏ qua đối thủ yếu hơn như Odo, người mà họ có thể xử lý bất kỳ lúc nào họ muốn sau này, trong khi di chuyển với toàn lực để đấu với lực lượng mạnh nhất ở Tây Âu, hoặc ít ra thì cũng tìm được chiến trường mà họ muốn.

Trong khi một số nhà sử học quân sự chỉ ra rằng để lại kẻ thù ở phía sau thường là điều không khôn ngoan, người Mông Cổ đã chứng minh rằng tấn công gián tiếp và bỏ qua những đối thủ yếu hơn để tiêu diệt ngay những kẻ thù mạnh nhất là một trong những chiến thuật có hiệu quả một cách ấn tượng trong các cuộc xâm lược. Trong trường hợp này, những kẻ thù còn lại hầu như không còn nguy hiểm, vì vậy mà người Hồi giáo sẽ dễ dàng tiêu diệt họ. Đối thủ nguy hiểm thực sự của người Hồi giáo Moor chính là Charles và sự thất bại trong việc tiến hành trinh sát đầy đủ xứ Gaul là điều cực kỳ tai hại.
Theo Creasy, lựa chọn chiến thuật tốt nhất có thể của người Hồi giáo chỉ đơn giản là triệt thoái khỏi trận chiến, rút lui với những chiến lợi phẩm của họ, chiếm đóng các thành phố đã đánh chiếm được ở miền nam xứ Gaul và quay trở lại giao chiến khi họ có thể buộc Charles phải di chuyển đến một chiến trường thích hợp hơn, một nơi mà họ có thể tối đa hóa các lợi thế rất lớn của lực lượng kỵ binh thiết giáp của họ. Nếu như vậy thì một kết cục hoàn toàn khác đi có thể đã ra, tuy nhiên trong thực tế thì lực lượng của người Hồi giáo đã bị kiểm soát. Cả các nhà sử gia phương Tây và Hồi giáo đều đồng ý rằng cuộc chiến là cực kỳ dữ dội và rằng các kỵ binh hạng nặng của quân Umayyad đã đột nhập được vào đội hình hình vuông, nhưng họ cũng đồng ý rằng người Frank trong đội hình vẫn còn kháng cự một cách mạnh mẽ.
Trong trường hợp người Hồi giáo tránh đối đầu trực tiếp mà tản ra đốt phá miền nam xứ Gaul, Charles sẽ không thể đứng yên trong khi vùng lãnh thổ của người Frank bị đe dọa. Ông sẽ phải đối mặt với quân đội Umayyad dù là sớm hay muộn và binh lính của ông sẽ tức giận bởi vùng Aquitaine bị tàn phá hoàn toàn và muốn lao lên để chiến đấu. Nhưng Edward Creasy cũng lưu ý rằng:
| “ | Khi chúng ta nhớ rằng Charles không có một quân đội thường trực (theo đúng nghĩa) và tinh thần độc lập của các chiến binh Frank, những người lính đầy nhiệt huyết đứng dưới lá cờ của ông ta, có vẻ như khả năng cao nhất có thể xảy ra là ông sẽ không đủ sức để áp dụng chính sách thận trọng – chỉ đứng và quan sát những kẻ xâm lược, và làm kiệt sức họ bằng cách trì hoãn trận đánh. Vì vậy, nếu các kỵ binh nhẹ Saracen tiến hành tàn phá trên toàn bộ xứ Gaul một cách hung hãn và trên diện rộng, sự căm phẫn của người Frank sẽ không kiềm chế được. Thậm chí trong trường hợp nếu Charles có thể thuyết phục được những người lính của mình chỉ thận trọng đứng nhìn trong khi người Ả Rập tấn công và phá hủy nhiều và nhiều hơn nữa các thành phố, ông cũng không thể giữ quân đội lại khi họ hết hạn quân ngũ. | ” |

Trong thực tế, về mặt chiến lược và chiến thuật, Charles có thể đưa ra quyết định tốt nhất mà ông có thể. Đó là chờ đợi cho đến khi kẻ thù của mình ít nghĩ là ông sẽ tham chiến nhất, và sau đó là tiến quân một cách bí mật để giáp mặt với họ một cách bất ngờ. Điều đó đã giúp ông giành chiến thắng.

## Ý nghĩa
Trận Tours mang lại cho Charles biệt danh "Martel" (tức Cái búa), không những để mô tả loại vũ khí ông hay dùng và tính cách mạnh mẽ của ông, mà còn là vì những cách tàn nhẫn mà ông đã đối xử với kẻ thù của mình. Thắng lợi của người Frank trong trận này đã góp phần không nhỏ vào việc hình thành nên Đế quốc Frank rực rỡ dưới thời của Charlemagne sau này.
Edward Creasy xếp trận Tours vào trong danh sách 15 trận chiến có ý nghĩa quan trọng nhất trong lịch sử. Cũng như nhiều sử gia khác, ông tin rằng nếu Charles không thành công thì người Hồi giáo sẽ tràn vào cả phần còn lại của Tây Âu. Có lẽ Charles và người của mình vào thời đó đã không nhận ra tầm nghiêm trọng của cuộc chiến mà họ đã tham gia, như tác giả Matthew Bennett và đồng tác giả của mình, trong cuốn Kỹ thuật chiến đấu của thế giới thời Trung Cổ (năm 2005) đã nhận xét: "chỉ một vài trận đánh được ghi nhớ tới khoảng 1.000 năm sau khi nó xảy ra [...] nhưng trận Tours là một ngoại lệ [...] Charles Martel đã đẩy lui một cuộc đột kích của người Hồi giáo mà nếu nó còn được tiếp tục thì rất có thể nó sẽ chinh phục toàn bộ xứ Gaul."
Hallam và Watson đều cho rằng nếu Charles bại trận, sẽ không còn lực lượng nào đủ sức bảo vệ Tây Âu. Hallam cho rằng trận này cũng có ý nghĩa tương tự như trận Marathon, Arbela, Metaurus, Châlons và Leipzig, nếu kết quả của nó đảo ngược thì thế giới sẽ rất khác. Gibbon tin là (nếu Charles thất bại) đội quân của Umayyad sẽ chinh phục từ Rome đến sông Rhine và thậm chí cả nước Anh mặc dù họ có eo biển để bảo vệ. Creasy nói "chiến thắng vĩ đại của Charles Martel... đã chặn đứng sự chinh phục của người Ả Rập vào Tây Âu, giải cứu cho thế giới Thiên Chúa giáo khỏi Hồi giáo, [và] bảo tồn các di tích cổ và các manh nha của nền văn minh hiện đại".
Trên quan điểm ngược lại, một số sử gia cho rằng trận Tours không có ý nghĩa đặc biệt quan trọng trong lịch sử đến mức như vậy. Trong số này có Alessandro Barbero, Tomaž Mastnak, Philip Hitti, và một số người khác.